# Miro (plant)
De miro (Prumnopitys ferruginea) is een groenblijvende conifeer, die voorkomt in Nieuw-Zeeland. Voordat het aparte geslacht Prumnopitys werd onderscheiden, werd de plant ingedeeld in Podocarpus (als Podocarpus ferrugineus, het basioniem van Prumnopitys ferruginea). De naam Miro komt uit het Maori.

## Groeiwijze
De boom kan tot 25 m hoog worden met een stamdiameter van tot 1,3 m en heeft een ronde kroon. De bladeren zijn lijnvormig, recht tot gekromd, worden 15-25 cm lang en 2-3 mm breed met naar beneden gebogen randen. De zaadkegels zijn sterk aangepast met een centrale as van 2-3 cm lang en hebben een tot drie schubben. Elke schub rijpt als een ovale, ongeveer 2 cm lange en 1-1,5 cm brede, rode tot donkerrode, zachte, eetbare vruchtvleeslaag, waarbinnen de zaad zich bevindt. De 'bessen' (het zijn geen echte vruchten) worden rijp in oktober en november.
De zaden worden verspreid door de Kereru vogel. Deze vogels eten de 'bessen' en verspreiden de zaden met hun uitwerpselen.
De plant is tweehuizig, met aparte 'vrouwelijke' en 'mannelijke' bomen: de bloemen hiervan zijn verschillend. Beiden zijn nodig voor vermeerdering van de plant. Het zaad van de plant doet er zeer lang over om te ontkiemen. Soms duurt het achttien maanden voor de plant ontkiemt, maar het is ook mogelijk dat het twee tot drie jaar duurt.

## Verspreiding
De plant groeit het best in vochtige gronden in half-schaduw en komt vooral voor in laaglandbossen tot 1000 m hoog. De plant groeit van nature alleen in Nieuw-Zeeland op het Noordereiland, Zuidereiland en Stewarteiland. Vanuit Nieuw-Zeeland wordt de plant geëxporteerd over de hele wereld.

## Verwanten
De matai (Prumnopitys taxifolia) is sterk gerelateerd aan de miro, maar heeft langere bredere bladeren en langere ovale rode kegels.

## Naamgeving
De soortaanduiding ferruginea betekent 'roestkleurig' en is afgeleid van de roestige kleur die de gedroogde stukjes blad krijgen in een herbarium.

## Toepassingen
Het hout van de Miro wordt steeds vaker gebruikt als een vervanger voor hout van de Matai en wordt vooral gebruikt voor waterdorpels en vloeren.